# Російська пропозиція щодо різдвяного перемир'я (2023)
5 січня 2023 року патріарх Московський Кирило, глава Російської православної церкви, закликав обидві сторони війни в Україні до православного різдвяного перемир'я. Увечері того ж дня президент Володимир Путін доручив міністру оборони РФ Сергію Шойгу оголосити з середини дня (12:00 MSK; 09:00 UTC) тимчасове припинення вогню на всій лінії зіткнення російських і українських військ на 36 годин) з 6 січня до півночі (24:00/00:00 MSK; 21:00 UTC) з 7 по 8 січня 2023 р.
Пропозиція перемир'я була відхилена українською владою, назвавши її цинічною пасткою. Незважаючи на оголошення про припинення вогню, воно не мало ефекту, оскільки бої тривали.
«ПВК Ваґнера» (близько 10 % від загальної чисельности російських сил в Україні) не зобов'язувалася дотримуватися режиму припинення вогню і не отримувала наказу його дотримуватися (не входила до складу Міноборони РФ).

## Передумови
Багато православних християн, у тому числі в Росії та Україні, святкують Різдво 6-7 січня за юліанським календарем. Однак після російського вторгнення дедалі більше українців почали святкувати Різдво 25 грудня.
Патріарх Московський Кирило часто говорить про війну у своїх проповідях, виправдовуючи вторгнення, кваліфікуючи його як «міжсобицю» і закликаючи російських православних до «духовної мобілізації». Ці заяви остаточно підштовхнули Українську Православну Церкву (Московського Патріархату) до обмеження зв'язків з Московським Патріархатом. У червні 2022 року і Сполучене Королівство, і Канада додали патріарха Кирила до своїх санкційних списків.

## Російське одностороннє припинення вогню
За пропозицією патріарха Кирила Володимир Путін доручив міністру оборони РФ Сергію Шойгу оголосити тимчасове припинення вогню на всій лінії зіткнення російських і українських військ у зв'язку з православним Різдвом. Згідно з повідомленням, режим припинення вогню діятиме з полудня 6 січня до опівночі 7 січня. «З огляду на те, що в зонах бойових дій проживає велика кількість православних громадян, ми закликаємо українську сторону оголосити перемир'я і дати їм можливість відвідати службу як на Святвечір, так і на Різдво», — йдеться в заяві Путіна. У Міноборони РФ повідомили, що виконають доручення Путіна про введення режиму припинення вогню на Різдво.
«ПВК Ваґнера», не підпорядковуючись Міноборони Росії, не зобов'язана була дотримуватися режиму припинення вогню і не зобов'язувалася його дотримуватися. Тоді вважалося, що близько 20 000 військовослужбовців групи Ваґнера воюють на стороні Росії в Україні (близько 10 % загальних сил Росії в Україні).

## Заяви про порушення

### Твердження про припинення вогню або до припинення вогню
Reuters повідомило, що 14 будинків у житловому будинку в Краматорську постраждали від російського обстрілу незадовго до початку перемир'я. ВВС припускає, що напад на Краматорськ стався після початку перемир'я.
За словами голови Херсонської області Ярослава Янушевича, у п'ятницю російські війська 39 разів обстріляли Херсонщину, під час яких один медпрацівник загинув, семеро мирних жителів були поранені. «Один рятувальник загинув і ще четверо отримали поранення, коли російські війська обстріляли пожежну частину в місті Херсон на півдні України ввечері в п'ятницю до встановленого терміну», — заявив губернатор області. Агентство Reuters не змогло відразу підтвердити це". BBC стверджує, що удар по пожежній частині міста Херсон стався після початку одностороннього припинення вогню.

### Під час припинення вогню
6 січня народний депутат України Інна Совсун заявила: «У нас дві з половиною години цього проголошеного припинення вогню, і фактично вся територія України знаходиться в стані бойової готовности. Тож я думаю, що це говорить само за себе, (…) По суті, припинення вогню, росіяни вигадують».
Через три години після набуття чинности нібито припинення вогню губернатор Луганської області Сергій Гайдай заявив, що російські війська 14 разів обстріляли українські позиції в Луганській області та тричі штурмували один населений пункт. Reuters стало свідком перестрілки російської та української важкої артилерії біля Кремінної вдень 6 січня. Про Донецьку область Reuters додав: «Один свідок в окупованій Росією регіональній столиці Донецьку також описав артилерійський вогонь з проросійських позицій на околицях міста після того, як перемир'я мало набути чинности».
Станом на полудень 7 січня 2023 року українська влада повідомила, що щонайменше троє людей загинули та чотирнадцять були поранені під час російських атак щонайменше в семи областях на сході та півдні України протягом перших 24 годин 36 годин. Росія в односторонньому порядку оголосила про припинення вогню. Голова Донецької області Павло Кириленко заявив, що в п'ятницю в Бахмуті і Красній Горі загинули двоє мирних жителів (66-річний чоловік і 61-річна жінка), ще семеро отримали поранення.
Під час припинення вогню російська група Ваґнера заявила, що здійснила великий прорив у битві під Соледаром.

### Кінець
Відразу після закінчення оголошеного в односторонньому порядку режиму припинення вогню опівночі за московським часом у перші хвилини неділі 8 січня (відразу після 23:00 суботи 7 січня за київським часом) мешканці Краматорська почули ракетні удари біля двох гуртожитків коледжу. Російські офіційні особи стверджували, що близько 600 українських військових, які тимчасово там перебували, загинули у відповідь на обстріл Макіївського військового кварталу в новорічну ніч, але журналісти Reuters зауважили, що ракети майже не пошкодили будівлі, жодних ознак втрат (при тому, що мер Краматорська також заявив, що втрат немає), не кажучи вже про те, що в гуртожитках на той момент розмістили українських військових. Український військовий представник заявив, що цей удар був спробою російського міністерства оборони показати, що воно здатне жорстко помститися за Макіївку.

## Реакції

### Україна
В Офісі президента України назвали попередній запит патріарха Кирила про припинення вогню «цинічною пасткою та елементом пропаганди». Радник президента України Михайло Подоляк заявив, що Російська православна церква не є авторитетом для православних у всьому світі і що він «діє роль пропагандиста війни», в тому числі закликаючи до геноциду українців.
Секретар Ради національної безпеки і оборони України Олексій Данілов заявив, що Україна не буде вести переговори з РФ про різдвяне перемир'я. «Давайте говорити практичною мовою. Кому вони пропонують це перемир'я? Собі?» Сказав Данілов, пропонуючи російським військовим «просте рішення» — «збирати валізи» і йти додому. «Жодних переговорів з ними… Цей священик придумав якусь дату. Це не має до нас жодного відношення. Це наша земля. Ми на своїй землі будемо робити те, що вважаємо за потрібне», — додав він.
Президент України Володимир Зеленський заявив, що Росія використовуватиме «так зване перемир'я», щоб зупинити просування Збройних сил України на сході. У вечірньому відеозверненні Зеленський заявив, що «для того, щоб швидше закінчити війну» замість тимчасового перемир'я «потрібно щось зовсім протилежне» і, будучи «громадянами Росії, знайти в собі мужність звільнитися від ганебного страху перед однією людиною в Кремль».

### Росія
Денис Пушилін заявив, що йдеться лише про припинення вогню. «Рішення стосується припинення вогню або наступальних дій з нашого боку. Але це не означає, що ми не будемо відповідати на провокації ворога», — підкреслив він.
Російські провоєнні мілблогери, такі як Telegram-канали, розкритикували ініціативу припинення вогню. Ігор Гіркін («Стрєлков») назвав припинення вогню «сміливим і рішучим кроком до поразки і капітуляції» російських військ і стверджував, що російське керівництво не винесло уроків з результатів попередніх перемир'їв за попередні 8 років. Telegram-канал Рибар, який має понад мільйон підписників, написав: «Може, досить розкидати перли перед свинями? Вони досі цього не оцінюють». Юрій Котенок і Роман Сапоньков зазначили, що режим припинення вогню є одностороннім, не буде дотримуватись і виглядає як «пораженство». Телеканал «Військовий інформатор» пов'язав оголошення про припинення вогню з розмовою Володимира Путіна і Реджепа Таїпа Ердоґана: «Мабуть, пропозиція, що надійшла сьогодні від шановного і суто нейтрального партнера Ердоґана, виявилася занадто спокусливою, щоб не зробити ще один жест доброї волі».
З іншого боку, багато проросійських коментаторів стверджували, що ініціатива про припинення вогню підтверджує, що Путін є «захисником релігійних цінностей і моралі», а колишній прем'єр-міністр Дмитро Медведєв сказав, що Путін подав «руку християнського милосердя» Україні, але тому, що Україна бракувало віри, вона відхилила пропозицію Путіна. Проросійський чеченський командир скористався нагодою, щоб похвалити різдвяну ініціативу Путіна про припинення вогню як дію «істинно віруючого християнина», додавши заяву про пророцтво Ісуса в ісламі та звинувативши Україну в «сатанізмі» за відмову від перемир'я. Інститут вивчення війни розцінив це повідомлення як «частину конкретної та тривалої інформаційної операції Кремля, яка має на меті задовольнити різні групи релігійних меншин у збройних силах Росії, виставляючи Україну аморальним ворогом, чия невіра (. ..) ображає як християн, так і мусульман».

### Інші
Президент США Джо Байден заявив, що пропозиція про перемир'я була лише «перепочинком» для російських військ і шансом для них на зміну позицій. Відповідаючи на прохання журналістів прокоментувати ініціативу Путіна, він зазначив, що Росія продовжила бомбити українські «лікарні, дитсадки та церкви» на Різдво 2022 року (25 грудня за григоріанським календарем) та Новий рік. «Я думаю, що він [Путін] намагається ковтнути повітря», — додав Байден.